# Cyrtodactylus tigroides
Cyrtodactylus tigroides es una especie de gecos de la familia Gekkonidae.

## Distribución geográfica yhábitat
Es endémica de montanos del oeste de Tailandia.